# Johann IX. Langenmantel vom Sparren

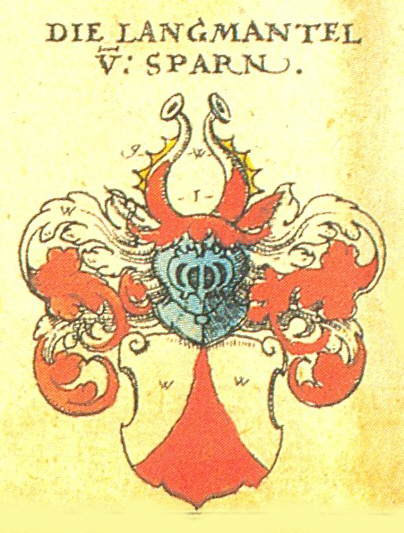
Wappen der Langenmantel vom Sparren

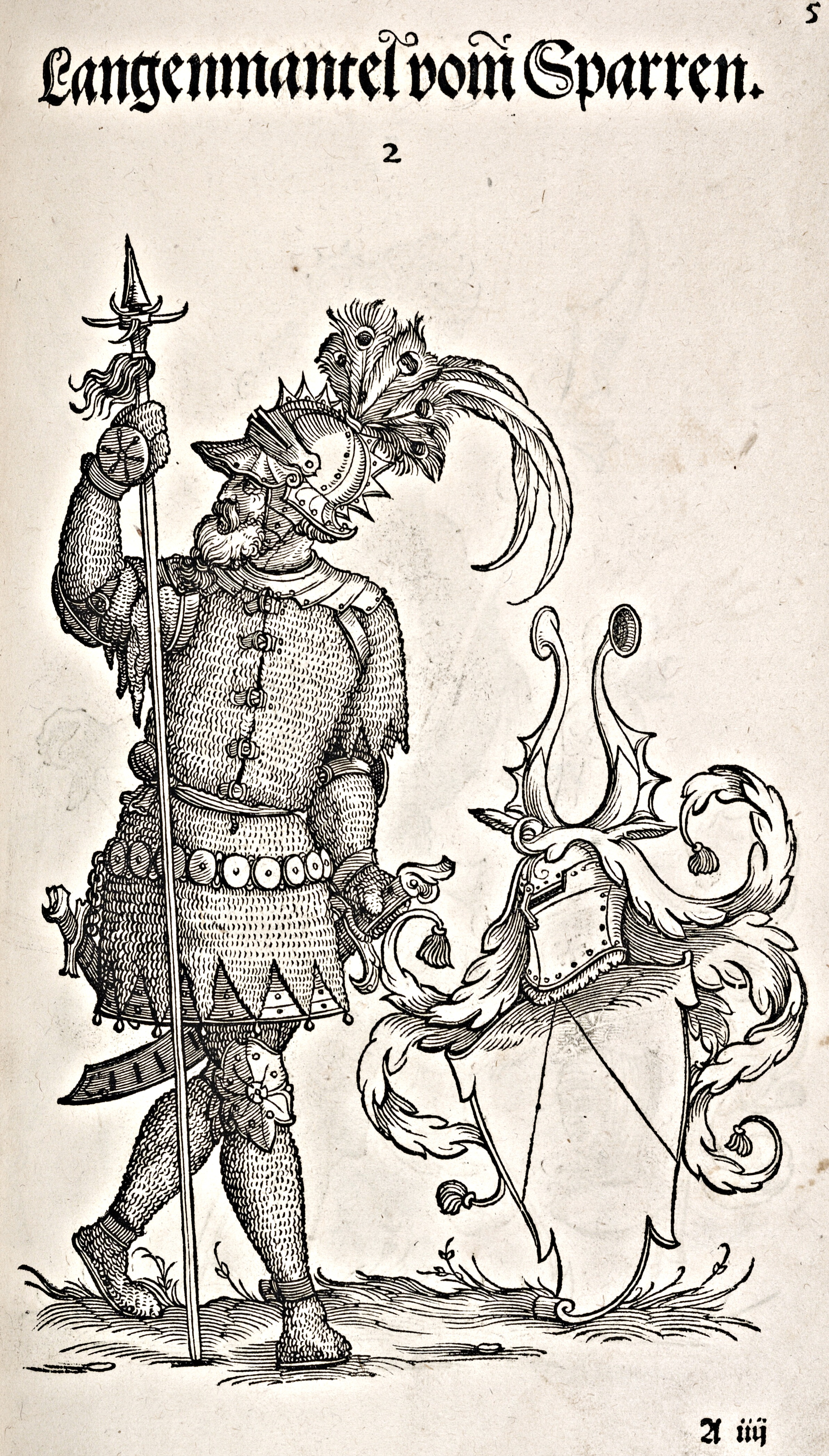
Die Langenmantel vom Sparren, 1550

Johann IX. Langenmantel vom Sparren, auch Johann IX. von Langenmantel (* um 1440; † 20. Januar 1505 in Augsburg) war ein Augsburger Patrizier und Stadtpfleger (Bürgermeister) aus dem Geschlecht der Langenmantel  vom  Sparren.

## Leben und Wirken
Er wurde geboren als Sohn des Hartmann IV. Langenmantel vom Sparren († 1466) und seiner Frau Anna geb. Ridler. Der Vater zählte zu den reichsten und angesehensten Bürgern der Stadt Augsburg. Ulrich Langenmantel, 1437–1473 Stiftspropst zu Völkermarkt in Kärnten und Begründer der ersten Augsburger Studienstiftung, war sein Onkel.
Johann Langenmantel ist 1474 als Angehöriger des Stadtgerichtes belegt, 1476 gehörte er dem Alten Rat, 1477 dem Kleinen Rat der Reichsstadt an. 1478 ernannte man ihn anstelle des ermordeten Jos Onsorg zum Bürgermeister (Stadtpfleger) und blieb in den folgenden 27 Jahren einer der wichtigsten Politiker Augsburgs. In dieser Zeit wählte man ihn insgesamt 13 mal zum Bürgermeister.
1495 erhielt Langenmantel auf dem Wormser Reichstag den Ritterschlag als Ritter vom güldenen Sporn durch König Maximilian I.
Er bekleidete zudem das Amt eines Hauptmannes des Schwäbischen Bundes. In dieser Eigenschaft reiste er 1499 mit dem Augsburger Humanisten und Stadtschreiber Konrad Peutinger nach Esslingen. Bereits 1493 hatte man den Patrizier als Vertreter der Städte des Bundes zum Begräbnis Kaiser Friedrich III. nach Wien entsandt. Im Schwabenkrieg führte er 1499 das Augsburger Bundeskontingent von 400 Soldaten und 70 Reitern gegen die Schweizer an.
Für seine Unterstützung Herzogs Albrecht IV. von Bayern-München im Landshuter Erbfolgekrieg erhielt Langenmantel am Nikolaustag 1504 die Hofmark Igling mit der zugehörigen Burg.
Johann IX. Langenmantel vom Sparren starb am 20. Januar 1505 während des Schwäbischen Bundestages in Augsburg. Der Bund verabschiedete den Beschluss, dass in allen angehörenden Städten ein feierliches Totenamt für ihn gehalten werden solle.
Friedrich Carl Gullmann nennt Johann IX. Langenmantel vom Sparren in seiner „Geschichte der Stadt Augsburg“ einen „innerhalb und außerhalb Augsburgs sehr verehrten Mann“, welcher sowohl der Stadt als auch dem Schwäbischen Bund „wichtige Dienste geleistet“ habe.
Der Magistrat von Augsburg wählte als Nachfolger seinen Bruder Georg Langenmantel vom Sparren zum Bürgermeister, wenngleich sich dieser bisher nie politisch hervorgetan hatte. Er war auch 1518 Bürgermeister von Augsburg, als sich Martin Luther hier aufhielt. Sein Sohn, der Domherr Christoph Langenmantel vom Sparren, brachte diesen in der Nacht vom 19. zum 20. Oktober heimlich aus der Stadt und verhalf ihm zur Flucht.

## Familie
Johann IX. Langenmantel vom Sparren war verheiratet mit Magdalena geb. Ehem. Ihr Sohn Georg (Jörg) diente als Offizier im Dienste König Franz I. von Frankreich und fiel als Brigadier der schwarzen Reiter, 1525, in der Schlacht bei Pavia. Matthäus Langenmantel vom Sparren, ein weiterer Sohn (1485–1551), lebte als Patrizier in Augsburg und hinterließ eine Stadtchronik.
Johanns Urenkelin Sibylla († 1592, Enkelin des Sohnes Marx) heiratete 1551 den natürlichen Wittelsbacher Georg von Hegnenberg-Dux (unehelicher Sohn des bayerischen Herzogs Wilhelm IV.) und begründete mit ihm das gleichnamige Adelsgeschlecht.